# Пророк, золото и трансильванцы
«Пророк, золото и трансильванцы» (рум. Profetul, aurul și ardelenii) — первый фильм трилогии румынского режиссёра Дана Пицы и Мирча Верою, снятый в 1978 году. Следующие фильмы цикла — Актриса и трансильванцы (1979) и Трансильванцы на Диком Западе (1981).

## Сюжет
В конце XIX века два брата из Трансильвании, Траян и Ромул, направляются в Америку в поисках своего третьего брата Джона, который покинул Румынию десять лет назад. Найти его нелегко, поскольку он скрывается от местного мормонского «пророка», который вместе со своим сыном-шерифом заправляет всем в округе. Джон обвиняется в убийстве, а прибывший тем же поездом стрелок специально вызван чтобы разыскать его.
Впереди у братьев и неправедный суд, и бегство, и помощь делу правосудия в шахтёрском посёлке, где пророк окажется диктатором и эксплуататором живущих там золотоискателей.

## В ролях
- Иларион Чобану — Траян
- Овидиу Юлиу Молдован — Джонни
- Мирча Дьякону — Ромул
- Виктор Ребенджюк — Езекииль Уолтроп
- Василе Ницулеску — судья Дулиттл
- Георге Вису — шериф Джошуа Уолтроп
- Кармен Галин — Ребекка Уолтроп
- Ольга Тудораке — одна из жен «пророка», мать Иисуса Навина

## Советский закадровый перевод
Для трансляции в советском прокате фильм был озвучен на русский язык киностудией «Союзмультфильм» в 1979 году.
- Режиссёр озвучания — Лариса Трифонова
- Звукооператор — Владимир Кутузов
- Автор русского текста — Елена Роом
- Редактор — Татьяна Папорова

Текст читал Валерий Рыжаков.
Два других фильма трилогии демонстрировались в СССР уже с полноценным дубляжем, выполненным на киностудии имени Горького под руководством режиссёра Ливии Шахалиной.